# Desmond King
(en) Statistiques sur pro-football-reference
Desmond King II, né le 14 décembre 1994 à est un joueur professionnel de football américain, évoluant au poste de cornerback pour les Texans de Houston de la National Football League (NFL). Il remporte les honneurs All-Pro en 2018 à la fois comme défenseur et punt returner. Auparavant, il joue au football universitaire pour les Hawkeyes de l'université de l'Iowa.

## Jeunes années
King fréquente la East English Village Preparatory Academy à Détroit, dans le Michigan. Il joue defensive back et running back pour les Bulldogs. Au cours de sa carrière, il établit un record du secondaire au Michigan avec 29 interceptions,. Il établit également un record d'école pour les yards au sol en carrière et en a eu 2360 en tant que senior. Rivals.com classe King comme recrue trois étoiles. Il s'engage à jouer au football universitaire à l'université d'Iowa,.

## Carrière universitaire
King s'inscrit à l'université de l'Iowa et joue au football américain pour les Hawkeyes, sous les ordres de l'entraîneur-chef Kirk Ferentz (en).
Pour son année freshman, en 2013, King participe aux 13 matchs de l'équipe, dont 12 comme titulaire. Il est le premier véritable freshman à être titulaire dans la défense secondaire pour l'Iowa depuis 2002. Le 19 octobre, lors d'une défaite 34-24 contre les Buckeyes de l'université d'état de l'Ohio, il accumule 12 tacles dont 10 en solo. Il termine la saison avec 69 tacles dont 44 en solo, trois tacles for loss, huit passes défendues et deux fumbles récupérés.
Il est titulaire des 13 matchs de son année sophomore, en 2014 et compte 64 plaquages et trois interceptions.
King revient comme titulaire pour son année junior, en 2015. Il est également chargé des retours de kickoff et de punt pour les Hawkeyes. Après une excellente saison junior au cours de laquelle il a 43 tacles et un total de 8 interceptions en dix points, il est nommé joueur par consensus dans la première équipe All-American et remporte le trophée Jim Thorpe 2015 remis au meilleur défenseur du football universitaire.
Bien qu'il soit désigné comme un choix de premier de la draft 2016 de la NFL, King annonce qu'il retourne dans l'Iowa pour sa saison senior. Le 29 novembre 2016, King est sélectionné dans la première équipe All-Big Ten pour la deuxième saison consécutive. Il est également nommé membre de la deuxième équipe All-American de l'AP 2016.

### Statistiques universitaires
| Année  | Équipe             | Statut | MJ |       | Plaquages | Plaquages | Plaquages | Plaquages |       | Interceptions | Interceptions | Interceptions | Interceptions |  | Fumbles | Fumbles |
| Année  | Équipe             | Statut | MJ | Total | Seul      | Ast.      | Sacks     | Nb.       | Yards | Déf.          | TD            | Nb.           | Rec.          |  |         |         |
| 2013*  | Hawkeyes de l'Iowa | FR     | 13 | 69    | 44        | 25        | 0         | 0         | 0     | 8             | 0             | 0             | 2             |  |         |         |
| 2014*  | Hawkeyes de l'Iowa | SO     | 13 | 64    | 42        | 22        | 0         | 3         | 72    | 5             | 1             | 0             | 0             |  |         |         |
| 2015*  | Hawkeyes de l'Iowa | JR     | 14 | 72    | 46        | 26        | 0         | 8         | 118   | 13            | 1             | 0             | 0             |  |         |         |
| 2016*  | Hawkeyes de l'Iowa | SR     | 13 | 58    | 42        | 16        | 0         | 3         | 41    | 7             | 1             | 1             | 1             |  |         |         |
| Totaux | Totaux             | Totaux | 53 | 263   | 174       | 89        | 0         | 14        | 231   | 33            | 3             | 1             | 3             |  |         |         |

* Matchs de Bowl inclus

## Carrière professionnelle
King assiste au NFL Scouting Combine à Indianapolis, dans l'Indiana, et effectue tous les exercices.
| Taille              | Poids          | Bras               | Main              | Sprint   | Sprint   | Sprint   | Shuttle 20 yards | 3 cones drill | Détente        | Détente            | Développé couché | Test Wonderlic |
| Taille              | Poids          | Bras               | Main              | 40 yards | 10 yards | 20 yards | Shuttle 20 yards | 3 cones drill | verticale      | horizontale        | Développé couché | Test Wonderlic |
| 5 ft 10 in (1,78 m) | 201 lb (91 kg) | 31 in 1⁄8 (0,79 m) | 9 in 5⁄8 (0,24 m) | 4,60 s   | 1,57 s   | 2,64 s   | 4,18 s           | 6,67 s        | 34 in (0,86 m) | 9 ft 8 in (2,95 m) | 14 reps          |                |

Les Chargers de Los Angeles sélectionnent King au cinquième tour (151e choix au total) de la draft 2017 de la NFL. Il est le 21e cornerback et le dernier des quatre joueurs de l'Iowa à être drafté en 2017.

### Chargers de Los Angeles

#### Saison 2017
Le 11 mai 2017, les Chargers de Los Angeles signent avec King un contrat de 2,67 millions de dollars sur quatre ans, assorti d'une prime à la signature de 279 992 dollars.
Tout au long du camp d’entraînement de la saison 2017, King concourt pour le rôle de troisième cornerback face à Trevor Williams (en), Steve Williams (en), Craig Mager (en) et Trovon Reed (en). L'entraîneur-chef Anthony Lynn désigne King comme nickelback (en) titulaire et quatrième cornerback sur la depht chart pour commencer la saison régulière, derrière Jason Verrett, Casey Hayward et Trevor Williams. L'entraîneur des équipes spéciales, George Stewart, désigne King comme retourneur réserve, ainsi que le wide receiver Isaiah Burse (en).
Il fait ses débuts professionnels en saison régulière lors du match d'ouverture des Chargers aux Broncos de Denver et dévie une passe lors de leur défaite de 24-21. Le cornerback titulaire, Jason Verrett, subit une déchirure du ligament croisé antérieur pendant le match et est placé sur la liste des blessés pour le reste de la saison. King est promu au troisième cornerback sur la depht chart en son absence. La semaine suivante, King fait ses débuts en carrière en tant que nickelback et récolte six tacles combinés lors d'une défaite 19 à 17 contre les Dolphins de Miami. Au cours de la semaine 8, King enregistre quatre tacles en solo et fait son premier sack en carrière sur Tom Brady lors d'une défaite 21 à 13 contre les Patriots de la Nouvelle-Angleterre. Le 23 novembre, King réalise cinq plaquages en solo, une passe déviée et effectue sa première interception en carrière devant Dak Prescott pour un touchdown de 90 yards lors d'une victoire de 28 à 6 aux Cowboys de Dallas lors du NFL on Thanksgiving Day (en). Le 10 décembre, King reçoit sa quatrième titularisation en carrière et effectue dix tacles combinés, une déviation de passe, son meilleur score de la saison. Il a sacké le quarterback Kirk Cousins des Redskins de Washington lors de la victoire 30 à 13 des Chargers.
King termine sa saison rookie avec 76 tacles combinés (66 en solo), cinq déviations de passe et une interception en 12 matchs dont quatre comme titulaire. Il retourne également 17 bottés pour 353 yards. Il reçoit une note globale de 86,5 points de la part de Pro Football Focus en 2017, ce qui en fait la 14e note la plus élevée parmi tous les cornerbacks qualifiés. Sa note est également la troisième plus haute parmi tous les cornerbacks rookies en 2017.

#### Saison 2018
King participe au camp d’entraînement de la saison 2018 en tant que cornerback suppléant, mais monte en grade après que Jason Verrett se déchire le tendon d’Achille le premier jour du camp d’entraînement. L'entraîneur-chef Anthony Lynn nomme King nickelback de l'équipe première et troisième cornerback sur la depht chart pour commencer la saison régulière, derrière Casey Hayward et Trevor Williams.
Le 14 octobre 2018, King enregistre deux tacles en solo, trois déviations de passe et intercepte deux passes de Baker Mayfield lors d'une victoire 38–14 aux Browns de Cleveland lors de la semaine 6. Le 4 novembre, King fait trois tacles combinés, dévie deux passes et obtient une interception pour un touchdown de 42 yards lors d'une victoire de 25 à 17 sur les Seahawks de Seattle lors de la semaine 9. King intercepte une passe du quarterback des Seahawks, Russell Wilson, qui est destinée au wide receiver David Moore (en), au cours du quatrième quart-temps. Sa performance au cours de la semaine 9 lui vaut le titre de joueur défensif de la semaine dans l'AFC. Au cours de la semaine 13, King récolte dix tacles combinés (neuf en solo), le plus haut de la saison et retourne un punt pour un touchdown de 73 yards, ce qui permet aux Chargers de battre les Steelers de Pittsburgh 33 à 30. Il reçoit le titre de joueur de la semaine des équipes spéciales de l'AFC pour ses performances.
King termine la saison avec 67 tacles combinés (47 en solo), dix déviations de passe, trois interceptions, un fumble forcé et un touchdown en 16 matchs et huit titularisations. Il enregistre également enregistré 22 retours de kickoff pour 522 yards (23,7 yards par retour) et 23 retours de punt pour 318 yards (13,8 yards par retour) et un touchdown.
King reçoit une note globale de 90,4 points de la part de Pro Football Focus en 2018, ce qui en fait la deuxième note la plus élevée parmi tous les cornerbacks,. Le 4 janvier 2019, King est nommé au sein de l'équipe All-Pro d'Associated Press, remportant les honneurs de la première équipe en tant que defensive back et de la deuxième équipe en tant que punt returner.
Les Chargers terminent avec un bilan de 12–4, le même que les Chiefs de Kansas City, et terminent deuxième de la division AFC West, ce qui leur permet de décrocher une qualification pour le tour de wild card. Le 6 janvier 2019, King entame son premier match en carrière en playoffs et enregistre quatre tacles combinés et un sack lors de la victoire des Chargers 23-17 contre les Ravens de Baltimore. Au tour suivant, une défaite 41-28 contre les Patriots de la Nouvelle-Angleterre, il effectue huit tacles combinés dont 5 en solo.

#### Saison 2019
En semaine 4 contre les Dolphins de Miami, King sack le quarterback Josh Rosen 2,5 fois dans la victoire 30-10. Au cours de la semaine 5 contre les Broncos de Denver, il retourne un punt pour un touchdown de 68 yards dans la défaite de 20-13.

## Statistiques NFL
| Année  | Équipe                  | MJ |       | Plaquages | Plaquages | Plaquages | Plaquages |       | Interceptions | Interceptions | Interceptions | Interceptions |  | Fumbles | Fumbles |
| Année  | Équipe                  | MJ | Total | Seul      | Ast.      | Sacks     | Nb.       | Yards | Déf.          | TD            | Nb.           | Rec.          |  |         |         |
| 2017   | Chargers de Los Angeles | 16 | 71    | 61        | 10        | 4,0       | 1         | 90    | 5             | 1             | 0             | 0             |  |         |         |
| 2018   | Chargers de Los Angeles | 16 | 62    | 47        | 15        | 0,0       | 3         | 75    | 10            | 1             | 1             | 2             |  |         |         |
| 2019   | Chargers de Los Angeles | 15 | 50    | 39        | 11        | 2,5       | 0         | 0     | 2             | 0             | 1             | 2             |  |         |         |
| Totaux | Totaux                  | 47 | 188   | 152       | 36        | 6,5       | 4         | 165   | 17            | 2             | 2             | 4             |  |         |         |

| Saison | Équipe                  | Pos     | MJ |     | Retours de kickoffs | Retours de kickoffs | Retours de kickoffs | Retours de kickoffs |       | Retours de punts | Retours de punts | Retours de punts | Retours de punts |
| Saison | Équipe                  | Pos     | MJ | Nbr | Yards               | Moy.                | TD                  | Nbr                 | Yards | Moy.             | TD               |                  |                  |
| 2017   | Chargers de Los Angeles | KR / PR | 16 | 17  | 353                 | 20,8                | 0                   | 1                   | 2     | 2                | 0                |                  |                  |
| 2018   | Chargers de Los Angeles | KR / PR | 16 | 22  | 522                 | 23,7                | 0                   | 23                  | 318   | 13,8             | 1                |                  |                  |
| 2019   | Chargers de Los Angeles | KR / PR | 15 | 16  | 333                 | 20,7                | 0                   | 21                  | 118   | 5,6              | 1                |                  |                  |
| Totaux | Totaux                  | Totaux  | 47 | 55  | 1 206               | 21,9                | 0                   | 45                  | 438   | 9,7              | 2                |                  |                  |

| Année  | Équipe                  | MJ |       | Plaquages | Plaquages | Plaquages | Plaquages |       | Interceptions | Interceptions | Interceptions | Interceptions |  | Fumbles | Fumbles |
| Année  | Équipe                  | MJ | Total | Seul      | Ast.      | Sacks     | Nb.       | Yards | Déf.          | TD            | Nb.           | Rec.          |  |         |         |
| 2018   | Chargers de Los Angeles | 2  | 12    | 8         | 4         | 1,0       | 0         | 0     | 0             | 0             | 0             | 0             |  |         |         |
| Totaux | Totaux                  | 2  | 12    | 8         | 4         | 1,0       | 0         | 0     | 0             | 0             | 0             | 0             |  |         |         |

| Saison | Équipe                  | Pos     | MJ |     | Retours de kickoffs | Retours de kickoffs | Retours de kickoffs | Retours de kickoffs |       | Retours de punts | Retours de punts | Retours de punts | Retours de punts |
| Saison | Équipe                  | Pos     | MJ | Nbr | Yards               | Moy.                | TD                  | Nbr                 | Yards | Moy.             | TD               |                  |                  |
| 2018   | Chargers de Los Angeles | KR / PR | 2  | 6   | 179                 | 29,8                | 0                   | 5                   | 46    | 9,2              | 0                |                  |                  |
| Totaux | Totaux                  | Totaux  | 2  | 6   | 179                 | 29,8                | 0                   | 5                   | 46    | 9,2              | 0                |                  |                  |